# El Potrero
Pour les articles homonymes, voir Potrero.
El Potrero est une localité argentine située dans la province de Salta et dans le département de Rosario de la Frontera.

## Sismologie
La sismicité de la province de Salta est fréquente et de faible intensité, avec un silence sismique de séismes moyens à graves tous les 40 ans,.